# Der Kaufhaus Cop
Der Kaufhaus Cop ist eine US-amerikanische Action-Kriminalkomödie von Regisseur Steve Carr aus dem Jahr 2009.

## Handlung
Paul Blart ist Sicherheitsmitarbeiter in einem Einkaufszentrum. Er wäre gerne Polizist, ist jedoch durch die körperliche Prüfung gefallen, da er – nachdem er trotz seines Übergewichts einen Hindernisparcours überwunden hat – kurz vor der Ziellinie bewusstlos zusammenbricht. Blart hat Hypoglykämie und erleidet häufiger Schwächeanfälle, wenn er zu lange keine zuckerhaltigen Lebensmittel zu sich genommen hat.

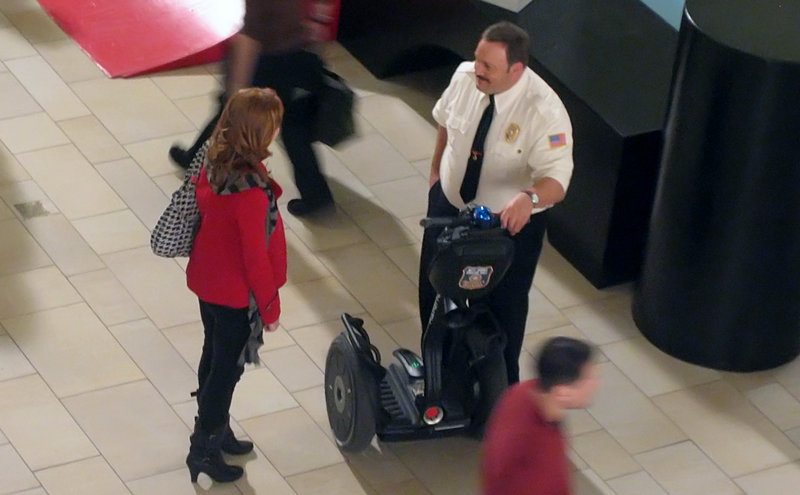
Hauptdarsteller Kevin James am Filmset Burlington Mall, 2. April 2008

Seine Mutter und seine Tochter Maya versuchen ihn zu trösten, verweisen jedoch auch darauf, dass er immer noch keine Freundin hat. Sie drängen ihn zur Partnersuche im Internet, wobei in einem selbstgedrehten Video seine Fähigkeiten auf einem Segway vorgestellt werden, den er auf dem Weg zur Arbeit und im Einkaufszentrum ständig benutzt. Blart ist ein engagierter „Kaufhaus-Cop“ und schwärmt für die neu in seinem Einkaufszentrum tätige Perückenverkäuferin Amy. Doch kaum etwas, was er anfängt, um sie näher kennenzulernen, klappt wie gewünscht.
Blarts neuer Kollege Veck, dem er eine Einführung in den Job gibt, erweist sich später als Anführer einer Räuberbande von Angehörigen der Parkour- und Skater-Subkultur. Diese stürmen am Tag nach Thanksgiving, dem sogenannten Black Friday, das Einkaufszentrum und vertreiben die zahlreichen Kunden. In der zum Einkaufszentrum gehörenden Bank nehmen die Angreifer unter Vecks Führung die anwesenden Angestellten als Geiseln, darunter auch Amy, die dort ihren Gehaltsscheck einlösen wollte. Blart ist von einem Arcade-Automaten abgelenkt, so dass er den Überfall erst bemerkt, als er die leeren Gänge des Einkaufszentrums sieht.

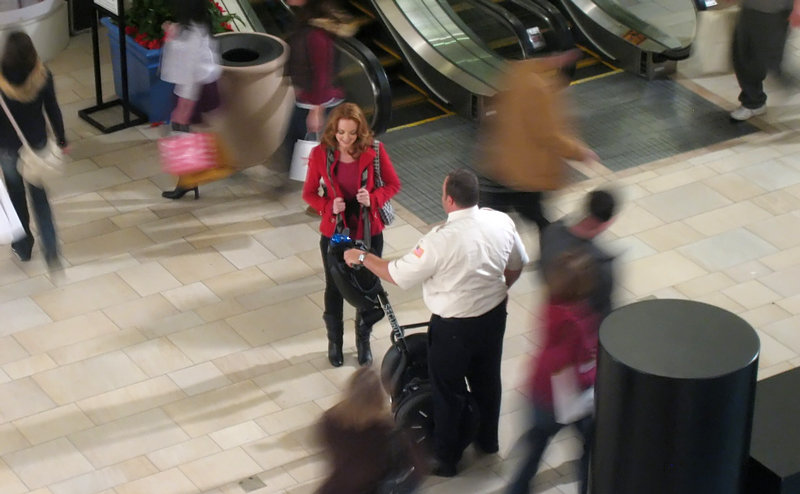
Weibliche Hauptrolle Jayma Mays am Filmset Burlington Mall, 2. April 2008

Während die anderen Sicherheitsmitarbeiter ebenso evakuiert wurden wie die Kunden und sich bei der Polizei vor dem Einkaufszentrum aufhalten, kommt Blart der Aufforderung der Polizei, das Einkaufszentrum zu verlassen, nicht nach, da er Amy nicht als Geisel zurücklassen möchte. Auch von dem zwischenzeitlich angerückten SWAT unter Führung seines ehemaligen Mitschülers Commander Kent lässt sich Blart nicht beirren. Vielmehr stellt sich der unbewaffnete Blart den Räubern entgegen und kann mit Mut, Glück und mal mehr, mal weniger Geschick einen nach dem anderen – zumeist unblutig – ausschalten. Dabei setzt er neben seinem Segway auch zahlreiche Gegenstände ein, die er in den Geschäften vorfindet. Zu den Geiseln gehört mittlerweile auch seine im Einkaufszentrum erschienene Tochter. Zwar kann Blart seinen letzten Gegenspieler Veck zunächst austricksen, doch scheitert er schließlich an seiner Gutherzigkeit und Ungeschicklichkeit. Veck flieht mit Amy und Maya aus dem Einkaufszentrum in Richtung Flughafen.
Blart nimmt die Verfolgung auf und lässt Commander Kent, in dessen Achtung er durch seinen Einsatz scheinbar inzwischen gestiegen ist, in seinen Wagen steigen. Veck kann den beiden zwar zunächst entkommen, jedoch kann Blart ihn einholen, da er über den Flughafenzaun klettert. Blart schaltet Veck durch einen Trick aus und nimmt ihn fest. Commander Kent gibt sich nun als Komplize zu erkennen und droht, Blart, Maya und Amy zu erschießen. In diesem Moment kann Blarts Vorgesetzter, der zusammen mit der Polizei mittlerweile ebenfalls auf dem Flughafen angekommen ist, Kent mit der Waffe eines Polizisten überwältigen.
Blart wird angeboten, zur Polizei zu wechseln. Er lehnt jedoch ab, um weiter „Kaufhaus-Cop“ zu bleiben. Außerdem hat er an Amys Geburtstag gedacht und macht ihr noch auf dem Flughafen eine Liebeserklärung. Im Abspann heiraten Blart und Amy im Einkaufszentrum, auf der anschließenden Feier tanzen sie auf zwei Segways.

## Synchronisation
| Rolle              | Darsteller/in      | Synchronsprecher/in       |
| ------------------ | ------------------ | ------------------------- |
| Paul Blart         | Kevin James        | Thomas Karallus           |
| Amy                | Jayma Mays         | Anne Helm                 |
| Veck Simms         | Keir O’Donnell     | Robin Kahnmeyer           |
| Commander Kent     | Bobby Cannavale    | Charles Rettinghaus       |
| Stuart             | Stephen Rannazzisi | Frank Schaff              |
| Mom                | Shirley Knight     | Regina Lemnitz            |
| Maya               | Raini Rodriguez    | Friedel Morgenstern       |
| Sänger in Bar      | Gary Valentine     |                           |
| Handyverkäufer     | Erick Avari        | Norbert Gescher           |
| Vijay              | Erick Avari        | Norbert Gescher           |
| Pahud              | Adhir Kalyan       | Marius Clarén             |
| Sergeant Howard    | Adam Ferrara       | Sven Hasper               |
| Blitzen            | Mike Escamilla     | Michael Baral             |
| Chief Brooks       | Peter Gerety       | Helmut Gauß               |
| Comet              | Jason Packham      | Axel Malzacher            |
| Cupid              | Rick Thorne        | Tommy Morgenstern         |
| Donner             | Víctor López       | Jeffrey Wipprecht         |
| Drill Sergeant     | Bas Rutten         | K. Dieter Klebsch         |
| Eduardo Furtillo   | Eduardo Verástegui | Sebastian Christoph Jacob |
| Jerky Security Guy | Allen Covert       | Bernd Vollbrecht          |
| Kundinnen          | Maria Arce         | Britta Steffenhagen       |
| Kundinnen          | Zele Avradopoulos  | Almut Zydra               |
| Leon               | Jamal Mixon        | Tobias Müller             |
| Mr. Ferguson       | Mookie Barker      | Bodo Wolf                 |
| Prancer            | Jason Ellis        | Tobias Kluckert           |
| Rudolph            | Mike Vallely       | Rainer Fritzsche          |
| Kellnerin Ruby     | Ruby Wendell       | Anke Kortemeier           |

## Produktion und Vertrieb
Der Kaufhaus Cop wurde von der von Adam Sandler gegründeten Produktionsgesellschaft Happy Madison Productions finanziert. Das Budget betrug rund 26 Millionen US-Dollar. Die Dreharbeiten fanden hauptsächlich zwischen Februar und April 2008 – zumeist nachts – in der Burlington Mall in Burlington, Massachusetts statt, außerdem in Boston und im Einkaufszentrum South Shore Plaza in Braintree, Massachusetts.
Columbia Pictures vertreibt den Film und veröffentlichte ihn am 16. Januar 2009 in den USA, am 20. März in Großbritannien und am 26. März in Deutschland. Die Einspielergebnisse in den USA betrugen bis zum Kinostart in Deutschland über 141 Millionen US-Dollar. Insgesamt spielte der Film nach Informationen von boxofficemojo.com weltweit über 180 Millionen US-Dollar ein. Der Film "Der Kaufhaus Cop" wird von der FSK (Freiwillige Selbstkontrolle der Filmwirtschaft) ab 6 Jahren freigegeben.

## Fortsetzung
Das Sequel mit dem Namen Der Kaufhaus Cop 2 (Originaltitel Paul Blart: Mall Cop 2), dessen erster Trailer von Columbia Pictures im Dezember 2014 veröffentlicht wurde, startete am 9. April 2015 in den deutschen Kinos. Auch hier übernimmt Kevin James erneut die Rolle des Paul Blart.

## Kritik
„Natürlich wurde hier schamlos geklaut: die Actionmuster aus ‚Stirb langsam‘, die David-gegen-Goliath-Konstellation aus ‚Kevin – Allein zu Haus‘, die Schusseligkeit von Inspektor Clouseau aus Der rosarote Panther. Aber es ist die tragikomische Gestalt von ‚King of Queens‘-Star Kevin James, die solche Zutaten zu etwas Neuem, Unverwechselbarem zusammenfügt. Mit rührendem Eifer kämpft der Fettklops gegen sämtliche Tücken, macht sich mit lächerlichen Klamotten zum Affen und sammelt mit seinem verlegenen Augenaufschlag Sympathiepunkte beim Publikum. Logisch, dass Paul noch seine Herzensdame kriegt – am Ende. Kevin James steht jedoch am Anfang – einer großen Kinokarriere. Fazit: Die familienfreundliche Actionkomödie katapultiert Kevin James zum neuen Top-Comedian Amerikas. Dort wurde ‚Der Kaufhaus-Cop‘ zum großen Überraschungshit.“

„Seine Produktionskosten hatte Der Kaufhaus Cop in den USA schon nach kurzer Zeit vielfach eingespielt. Nicht verwunderlich, denn dieser Film voll Spaß, Action und Herz ist selbst wie eine amerikanische Mall: Für jeden in der Familie ist etwas dabei.“

„Filme wie dieser sind ganz auf ein US-Publikum zugeschnitten, lieben die Amis doch Alltagshelden über alles. Der geniale Komiker Kevin James, der als drolliger Sancho Pansa gegen Windmühlen und Wampe kämpft, dürfte aber auch hierzulande mit Mimik, Herz und starken Sprüchen punkten. Ein kurzweiliger Kino-Spaß, der auf turbulente Situationskomik und die pantomimischen Stärken eines liebenswerten Losers setzt.“

„Obwohl Adam Sandler als Produzent zeichnete und James selbst das Drehbuch schrieb, sind die Dialoge witzlos und der Slapstick lahm. Selbst die Unbeholfenheit des Helden reicht nur zum Fremdschämen. Fazit: Plätschert dahin wie Kaufhausmusik“

„Mit wohlgesetzten Pointen und dem Slapstick-Talent des Hauptdarstellers punktende Komödie, geradlinig als anspruchslose Familienunterhaltung in Szene gesetzt.“